# Ratpenat frugívor de Gray
El ratpenat frugívor de Gray (Ariteus flavescens) és una espècie de ratpenat endèmica de Jamaica. És l'única espècie del gènere Ariteus. No disposa de subespècies reconegudes.
El ratpenat frugívor de Gray és relativament petit i els exemplars adults mesuren entre 5 i 7 centímetres. Les femelles tenen una massa notablement major que la dels mascles i arriben de mitjana als 13 grams envers els 11 grams dels exemplars mascles.
El ratpenat frugívor de Gray és endèmic de l'illa de Jamaica i habiten en boscos primaris i secundaris de tota l'illa, així com en plantacions de banana i coco, i en terres agrícoles. L'espècie s'adapta bé a les alteracions en el seu hàbitat, fet que justifica el seu estatus de risc mínim en l'escala de la UICN. El registre fòssil de l'espècie s'estén des de finals del Plistocè. Es creu que ratpenat frugívor de Gray no habita en coves. És una espècie nocturna i omnívora que s'alimenta tant de fruites com d'insectes. Entre les seves fruites preferides hi ha la sapodella i la poma malaia.